# 아메리칸사모아

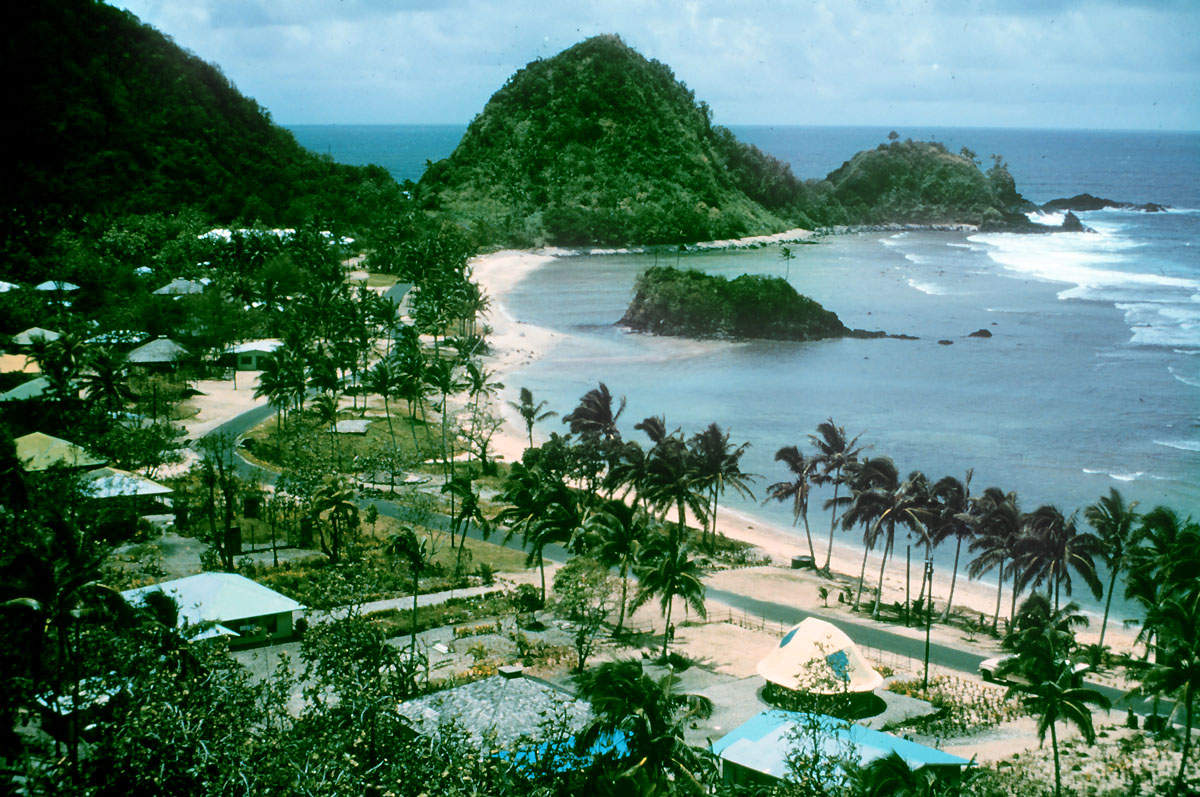
아메리칸사모아의 모습

아메리칸사모아(영어: American Samoa, 사모아어: Amerika Samoa)는 오세아니아의 폴리네시아 사모아 제도에 있는 미국의 해외 영토이다. 수도는 팡오팡오이고 최대 도시는 타푸나이다. 독립 국가인 사모아와 구별하기 위하여 미국령 사모아 또는 동사모아(영어: East Samoa)라고도 부르기도 한다.

## 주민과 언어
민족 구성은 사모아인이 89%, 통가인이 4%, 백인이 2%, 기타 5%이며, 공용어는 사모아어이지만 주민은 영어 이외에도 다양한 언어를 사용한다. 사모아어는 하와이어, 통가어 등과 함께 폴리네시아계어에 속해 있다.

## 종교
종교는 대부분 기독교로서, 회중파가 50%, 개신교가 30%, 로마 가톨릭교회가 20%이다.

## 문화
미국령이지만, 사모아 독립국과 거의 동일한 문화권에 속한다.

## 한국과의 관계
미국령 사모아는 미국 영토임에도 불구하고, 호놀룰루에 주재하고 있는 주호놀룰루 대한민국 총영사관이 아메리칸사모아를 관할하며, 괌과 북마리아나 제도도 물론 같이 관할하고 있다. 대체적으로 볼 때 거의 한미 관계와 동일하다.

## 같이 보기
- 폴리네시아
- 미국 시민권#시민권과 국적의 구별